# Сортобинський сільський округ
Сортоби́нський сільський округ (каз. Сортөбе ауылдық округі, рос. Сортобинский сельский округ) — адміністративна одиниця у складі Кордайського району Жамбильської області Казахстану. Адміністративний центр — село Сортобе.
Населення — 23093 особи (2021; 17183 у 2009, 11876 у 1999, 9250 у 1989).
Станом на 1989 рік існувала Шортобинська сільська рада (села Кунбатис-1, Кунбатис-2, Рисполе, Шортобе), село Заїмка перебувало у складі Аухаттинської сільської ради. 1997 року до складу Аухаттинського сільського округу було включено ліквідований Сортобинський сільський округ, але до 1999 року він був відновлений, при цьому села Кунбатис-1 та Кунбатис-2 увійшли до складу Масанчинського сільського округу, село Заїмка — до складу Сортобинського сільського округу, село Рисполе залишилось у складі Аухаттинського сільського округу.

## Склад
До складу округу входять такі населені пункти:
| Населений пункт    | Старі назви | Населення, осіб (1989) | Населення, осіб (1999) | Населення, осіб (2009) | Населення, осіб (2021) |
| ------------------ | ----------- | ---------------------- | ---------------------- | ---------------------- | ---------------------- |
| Булар-батира, село | Заїмка      | 850                    | 1118                   | 2537                   | 3635                   |
| Сортобе, село      | Шортобе     | 8400                   | 10758                  | 14646                  | 19458                  |